# Castagnito
Castagnito est une commune italienne de la province de Coni, dans la région Piémont.

## Administration
| Période                                  | Période | Identité | Étiquette | Qualité |
| ---------------------------------------- | ------- | -------- | --------- | ------- |
|                                          |         |          |           |         |
| Les données manquantes sont à compléter. |         |          |           |         |

### Communes limitrophes
Barbaresco, Castellinaldo, Guarene, Magliano Alfieri, Neive, Vezza d'Alba

## Personnalités liées à la commune
- Tecla Merlo (1896-1964), religieuse, cofondatrice des Filles de Saint-Paul